# Streblocera linearata
Streblocera linearata är en stekelart som beskrevs av Chen och Van Achterberg 1997. Streblocera linearata ingår i släktet Streblocera och familjen bracksteklar. Inga underarter finns listade i Catalogue of Life.